# Месропян, Норайр Апетнакович
1. ↑   Количество игр и голов за профессиональный клуб считается только для различных лиг национальных чемпионатов.
2. ↑   Количество игр и голов за национальную сборную в официальных матчах.

Нора́йр (Но́рик) Апетна́кович Месропя́н (арм. Նորայր Մեսրոպյան; 30 апреля 1946, Ереван, Армянская ССР, СССР) — советский футболист, левый защитник. Мастер спорта.

## Биография
Всю карьеру (1964—1978) провёл в ереванском «Арарате», в высшей лиге — 337 матчей, 3 гола. Сыграл 16 игр в еврокубках. Провёл 3 игры за олимпийскую сборную в 1971 году. В начале 90-х работал вторым тренером сборной Армении, позже стал заниматься ресторанным бизнесом в Ереване.

## Достижения
- командные:
  - Чемпион СССР: 1973
  - Серебряный призёр чемпионата СССР (2): 1971, 1976 (весна)
  - Обладатель Кубка СССР (2): 1973, 1975
  - Финалист Кубка СССР: 1976
- личные:
  - В списках 33 лучших футболистов сезона в СССР (2): № 3 — 1971, 1973
  - Рекордсмен «Арарата» по количеству проведенных в высшей лиге чемпионатов СССР матчей подряд без замен — 87 игр (с 08.06.1970 по 28.04.1973)
  - Медаль «За заслуги перед Отечеством» I степени (10 октября 2013 года) — за значительный вклад в развитие армянского футбола и блестящие достижения[3]

## Семья
Внук Павел Горелов (род. 2003) является российским и армянским футболистом.